# Narumonda VI
Narumonda VI is een bestuurslaag in het regentschap Toba Samosir van de provincie Noord-Sumatra, Indonesië. Narumonda VI telt 541 inwoners (volkstelling 2010).